# Supin
Supin je majhen nenaseljen otoček v skupini Brionskih otokov ob jugozahodni obali Istre severozahodno od Pule (Hrvaška).
Supin leži okoli 0,5 km zahodno od Malega Brijuna. Njegova površina meri 0,014 km². Dolžina obalnega pasu je 0,46 km. Najvišja točka na otočku je visoka 8 mnm